# Staubecken Obermaubach einschließlich Einmündungsbereich der Rur
Koordinaten: 50° 42′ 18″ N, 6° 26′ 20″ O
Das Naturschutzgebiet Staubecken Obermaubach einschließlich Einmündungsbereich der Rur liegt auf dem Gebiet der Gemeinden Hürtgenwald und Kreuzau im Kreis Düren in Nordrhein-Westfalen.
Das Gebiet, das den Stausee Obermaubach umfasst, erstreckt sich südwestlich des Kernortes von Kreuzau, südöstlich des Kernortes von Hürtgenwald und südlich von Obermaubach.

## Bedeutung
Das etwa 55,5 ha große Gebiet wurde im Jahr 1997 unter der Schlüsselnummer DN-062 unter Naturschutz gestellt. Schutzziele sind
- der Erhalt und die Entwicklung eines in Teilbereichen naturnahen Flussabschnittes mit Altwässern und Auwäldern vor allem als wertvolles Element für den Biotopverbund und
- der Erhalt und die Wiederherstellung eines in Teilbereichen naturnahen Flussabschnittes mit Feuchtwäldern.[3]